# Mauro Tassotti
Mauro Tassotti (Roma, 19 de enero de 1960) es un exfutbolista internacional italiano que pasó la mayor parte de su carrera en las filas del AC Milan. Jugó de lateral derecho o de defensa central y siempre fue considerado como un jugador bastante duro.

## Biografía
Debutó en la Liga italiana en 1978 con la SS Lazio de la mano de Roberto Lovati.
En 1980 fichó por el AC Milan, que en aquella temporada se encontraba en la Serie B. 
En Milán, Tassotti formó parte de la defensa legendaria del equipo rossonero de finales de los 80 y principio de los 90 junto a otros grandes jugadores como Franco Baresi, Paolo Maldini y Alessandro Costacurta.
Recaló en el AC Milan durante 17 temporadas en las que conquistó, entre otros, 5 scudettos, 3 Ligas de Campeones (1989, 1990 y 1994) y 2 Intercontinentales.

### Selección nacional
Tassotti no debutó con la Selección absoluta hasta los 32 años, a pesar de haber formado parte de los combinados nacionales sub-21 y sub-23. Lo hizo de la mano de Arrigo Sacchi que ya le dirigió en el AC Milan.
Disputó cinco encuentros del Mundial de 1994 en el que la squadra azzurra llegó a la gran final frente al combinado brasileño de Romario y compañía. El partido se decidió en penaltis y fue la estrella italiana Roberto Baggio quién malogró ese famoso último penalti, y le dio la victoria a la canarinha.
Pero si por algo es recordado Mauro Tassotti fue por el partido que les enfrentó en cuartos de final, de ese mismo mundial, a la selección española. Ese 9 de julio de 1994, y con el resultado de 2-1, Tassotti propinó un codazo en el área al jugador español Luis Enrique. A pesar de que la nariz del jugador asturiano quedó fracturada y de las quejas del combinado español, el árbitro del encuentro, Sándor Puhl, no señaló la infracción e Italia se hizo con el pase a semifinales.
La FIFA actuó de oficio y le sancionó con 8 partidos de suspensión, momento crucial en la carrera deportiva de Tassotti ya que, de esta forma no volvió a vestir la camiseta azzurra lo que le hundió en una crisis deportiva, la cual tendría fin con su retirada en 1997.

## Clubes
| Club     | País   | Año       | PJ  | G |
| -------- | ------ | --------- | --- | - |
| SS Lazio | Italia | 1978-1980 | 41  | 0 |
| AC Milan | Italia | 1980-1997 | 428 | 8 |

## Palmarés

### Torneos nacionales
| Título              | Club        | País   | Año     |
| ------------------- | ----------- | ------ | ------- |
| Serie B             | A. C. Milan | Italia | 1980-81 |
| Serie B             | A. C. Milan | Italia | 1982-83 |
| Serie A             | A. C. Milan | Italia | 1987-88 |
| Supercopa de Italia | A. C. Milan | Italia | 1988    |
| Serie A             | A. C. Milan | Italia | 1991-92 |
| Supercopa de Italia | A. C. Milan | Italia | 1992    |
| Serie A             | A. C. Milan | Italia | 1992-93 |
| Supercopa de Italia | A. C. Milan | Italia | 1993    |
| Serie A             | A. C. Milan | Italia | 1993-94 |
| Supercopa de Italia | A. C. Milan | Italia | 1994    |
| Serie A             | A. C. Milan | Italia | 1995-96 |

### Torneos internacionales
| Título                       | Equipo      | Sede      | Año     |
| ---------------------------- | ----------- | --------- | ------- |
| Copa de Campeones de Europa  | A. C. Milan | Barcelona | 1988-89 |
| Supercopa de Europa          | A. C. Milan | Barcelona | 1989    |
| Copa Intercontinental        | A. C. Milan | Tokio     | 1989    |
| Copa de Campeones de Europa  | A. C. Milan | Viena     | 1989-90 |
| Supercopa de Europa          | A. C. Milan | Milán     | 1990    |
| Copa Intercontinental        | A. C. Milan | Tokio     | 1990    |
| Liga de Campeones de la UEFA | A. C. Milan | Atenas    | 1993-94 |
| Supercopa de Europa          | A. C. Milan | Milán     | 1994    |